# Basil Bernstein
Basil Bernstein (født 1. november 1924, død 24. september 2000) var en britisk sociolog og lingvist, kendt for sit arbejde indenfor undervisningssociologi. Bernstein var født ind i en jødisk familie i London, og efter sin uddannelse blev han ansat ved University of London og opnåede et professorat som 40 årig.

## Sprogkoder
Basil Bernstein lavede eksperimentelt arbejde hvor han undersøgte forskellige klassers sprog i årene omkring 1950.
Han konkluderede at der findes to sproglige koder.
Den restringerede kode (den begrænsede kode), som er kendetegnet ved et lavt abstraktionsniveau. Personer der benyttede sig af denne kode, var ofte arbejdere, dem uden uddannelse og de der ikke kunne læse. Den bestod af:
1. Korte sætninger, hovedsætninger
2. Slang, bandeord
3. Ingen fremmedord
4. Konkreter (udråb uden beskrivelser)

Den elaborerede sprogkode (den nuancerede kode), som er kendetegnet ved et veludviklet og bredt sprog. Disse var ofte veluddannede og belæste. Den laborerede sprogkode er den officielle kode, og består af:
1. Lange sætninger, komplicerede sætninger, mange indskudte sætninger
2. Mange fremmedord
3. Billedbrug
4. Abstrakt tænkning
5. Ofte bruges mange præpositioner, der angiver logiske sammenhænge i tid og rum.